# Presse jeunesse
La presse jeunesse est un type de presse écrite qui s'adresse aux enfants, adolescents et jeunes adultes.